# Kurpark Bad Homburg

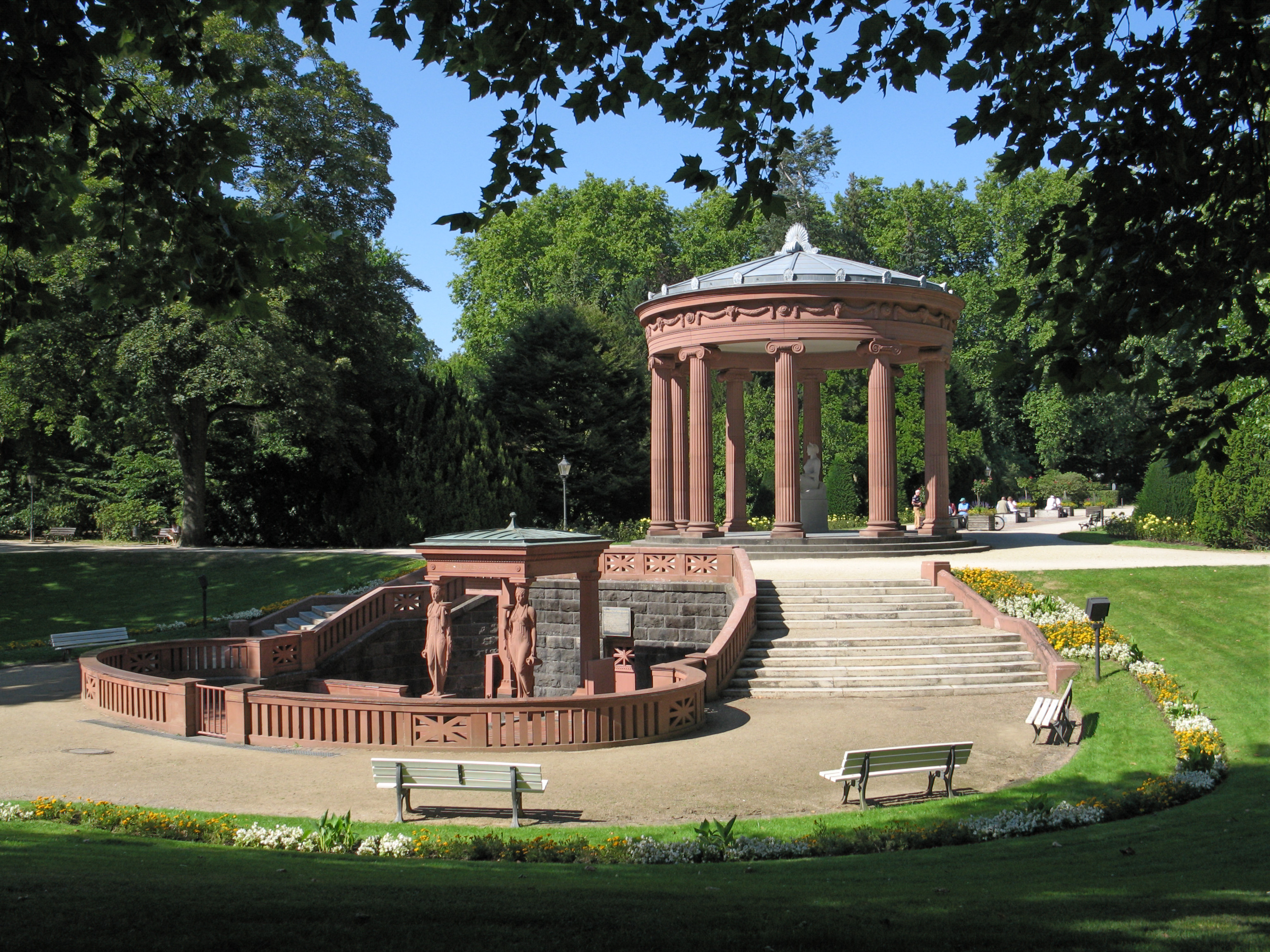
Mit der Entdeckung des Elisabethenbrunnens im Jahre 1834 begann der Kurbetrieb in Bad Homburg.

Der Bad Homburger Kurpark ist ein 44 Hektar großer Park in der Mitte der Stadt Bad Homburg.

## Geografie

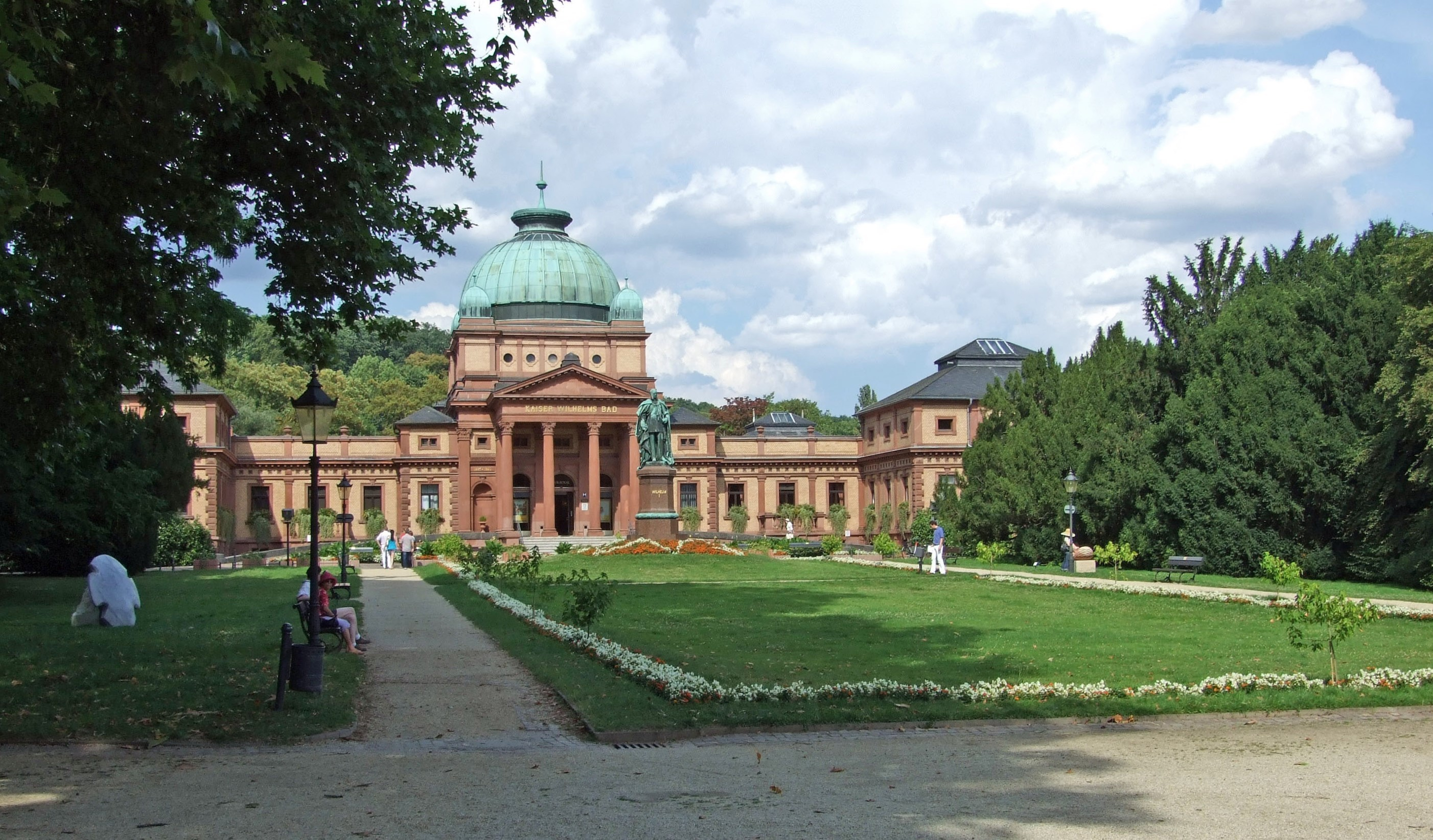
Kaiser-Wilhelms-Bad

Der denkmalgeschützte Kurpark liegt im Tal des Kirdorfer Bachs, welcher jedoch an den nördlichen Rand verlegt wurde. Er besteht aus Grasflächen und einem größtenteils alten Baumbestand mit einheimischen und vielen exotischen Gewächsen aus Nordamerika und Asien. Im Norden wird er durch den Paul-Ehrlich- beziehungsweise den Weinbergsweg, im Süden durch die Kaiser-Friedrich-Promenade, im Osten durch den Seedammweg/Im Rosengarten und im Westen durch den Schwedenpfad begrenzt. Südwestlich davon befindet sich das von 1982 bis 1984 errichtete, postmoderne neue Kurhaus mit dem Kurhausgarten, der an die Kaiser-Friedrich-Promenade heranreicht.

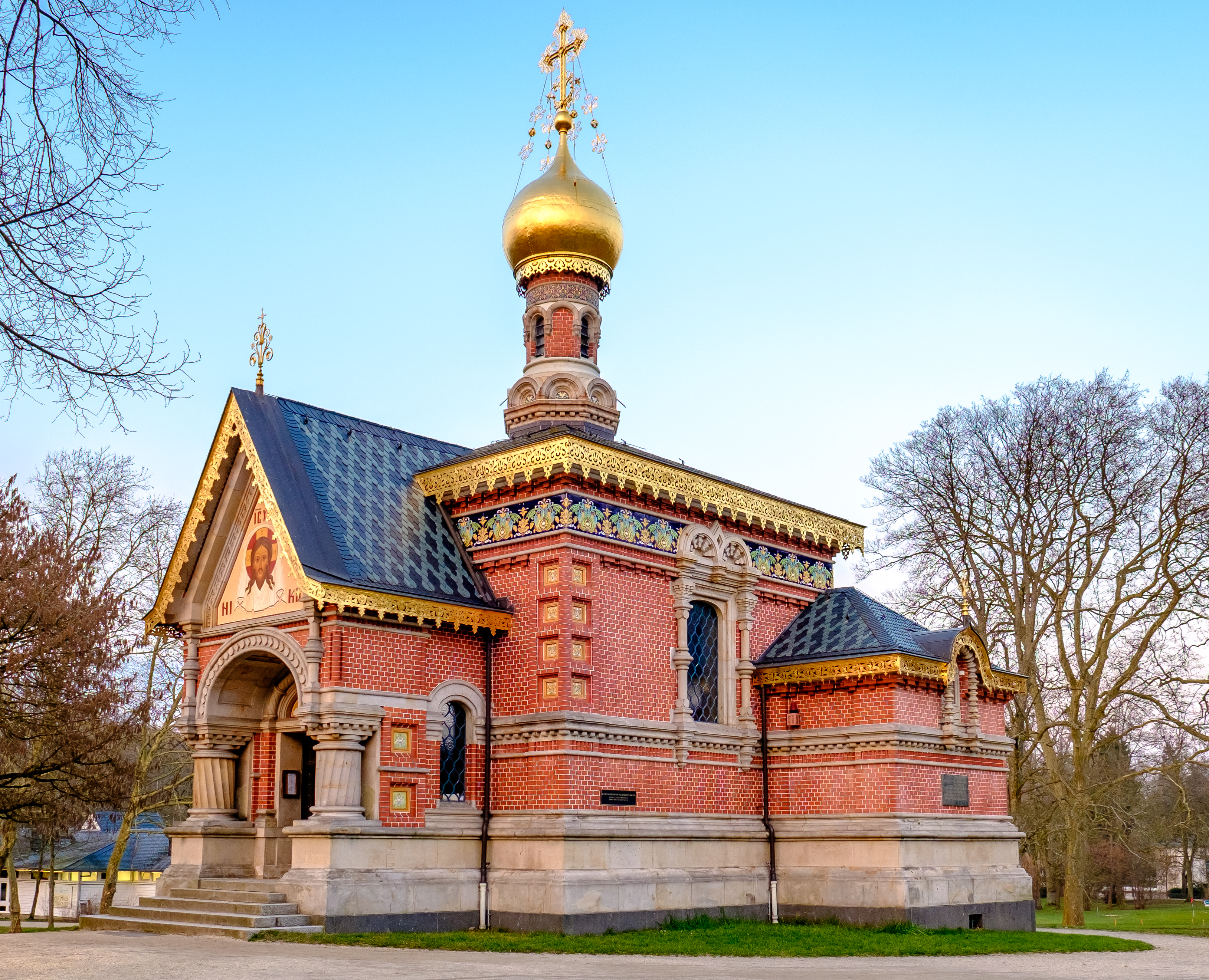
Russische Kapelle

Im westlichen Teil des Kurparks liegt der Schwanenteich mit der Fontäne. Dort grenzt der Park an den kleineren Jubiläumspark (1913 zum 25-jährigen Thronjubiläum Wilhelm II. angelegt) mit einer zentralen Rasenfläche, der sich immer größerer Beliebtheit erfreut und in den Medien schon als „Bad Homburger Central Park“ bezeichnet wurde. Nahe beim Schwanenweiher befindet sich die Sala-Thai I, ein Pavillon, der schon seit seiner Erbauung oft „Siamesischer Tempel“ genannt wird, eine Bezeichnung, die sich eingebürgert hat. Unweit entfernt davon liegen Tennisplätze, die sich bis an die ehemalige „Tennisbar“ erstrecken. Diese wiederum wurde von der Kur- und Kongress-GmbH umgebaut und firmiert nun als „Fitnessclub Kur-Royal Aktiv“ – in Beziehung gesetzt zur „Kur-Royal“ im Kaiser-Wilhelms-Bad auf der gegenüber liegenden Seite der Kisseleffstraße, die den Kurpark von Süden nach Norden durchschneidet. Die Bad Homburger Spielbank steht ebenfalls in diesem Bereich.
Der östliche Teil des Parks ist vor allem für die vielen Brunnen bekannt, die relativ dicht beieinander liegen, aber zum Teil sehr unterschiedliche Mineraliengehalte aufweisen. In den so genannten Salzwiesen steht seit 2007 etwas versteckt und am besten vom Weinbergsweg her zu sehen die neue Sala-Thai II. Der Zugang vom Park aus führt durch den seit 1983 bestehenden Duft- und Tastgarten für sehbehinderte Besucher des Kurparks.
Durch den Brunnenbereich zieht sich eine Kastanien-bestandenen Achse, die Brunnenallee, bis hin zur kleinen Wandelhalle am 6-Loch-Golfplatz. Seit 1889 wird hier Golf gespielt. Nur wenige Schritte südlich davon befindet sich die kleine, sehr stilvoll gestaltete Russische Kapelle.

### Denkmäler
Am Schmuckplatz an der Kaiser-Friedrich-Promenade stehen sich die Büsten von Kaiser Friedrich III. und seiner Ehefrau Victoria Kaiserin Friedrich gegenüber, und in der Nähe der Wandelhalle erinnert das Landgrafendenkmal an die Aufnahme hugenottischer Flüchtlinge durch Landgraf Friedrich II., den berühmten Prinz von Homburg. Weitere Denkmäler sind unter anderem dem Schöpfer des Kurparks Peter Joseph Lenné und dem Dichter Friedrich Hölderlin (siehe Hölderlindenkmal (Bad Homburg)) gewidmet, aber auch Maximilian Oskar Bircher-Benner, der sich mit Vollwertkost beschäftigte und nach dem heute noch ein Müsli benannt ist. Vor dem Kaiser-Wilhelms-Bad steht ein Denkmal von Wilhelm I. im Jubiläumspark erinnern ein Gedenkstein an das 25-jährige Regierungsjubiläum Wilhelms des Zweiten. der Durstbrunnen aus dem Jahre 1910 des Bildhauers Hans Dammann für die Große Berliner Kunstausstellung des gleichen Jahres. Der Brunnen wurde 1914 der Stadt vom früheren Landrat Helmuth von Brüning geschenkt.

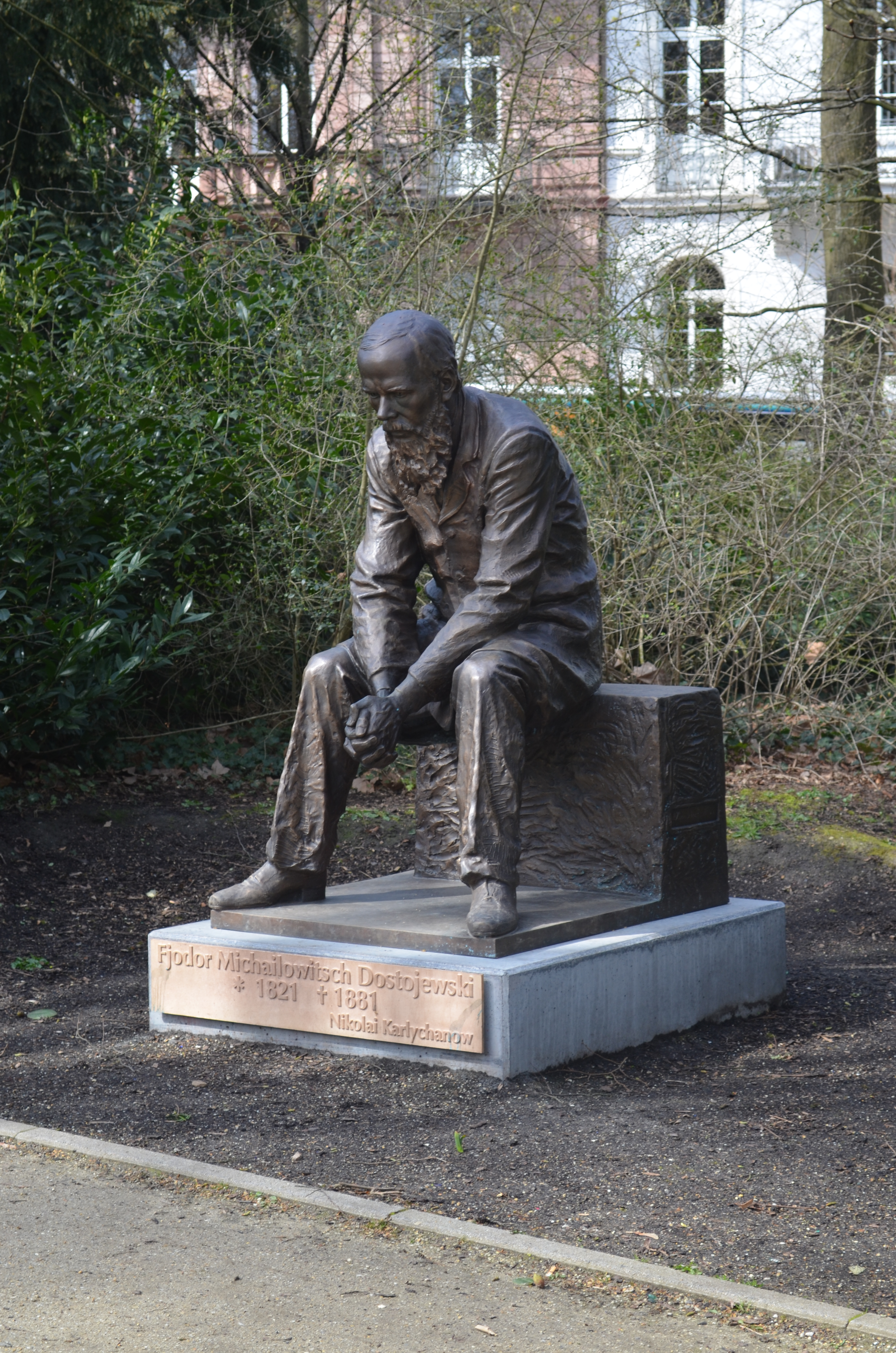
Denkmal Dostojewski

2014 wurde ein Denkmal für Fjodor Michailowitsch Dostojewski, der in seinem Werk Der Spieler Bad Homburg verewigt hatte, aufgestellt. Das Denkmal des russischen Künstlers Nikolai Karlychanow kostete 35.000 € und wurde von der Kur bezahlt.
Das Vertriebenendenkmal im Jubiläumspark erinnert an die Heimatvertriebenen.

## Geschichte

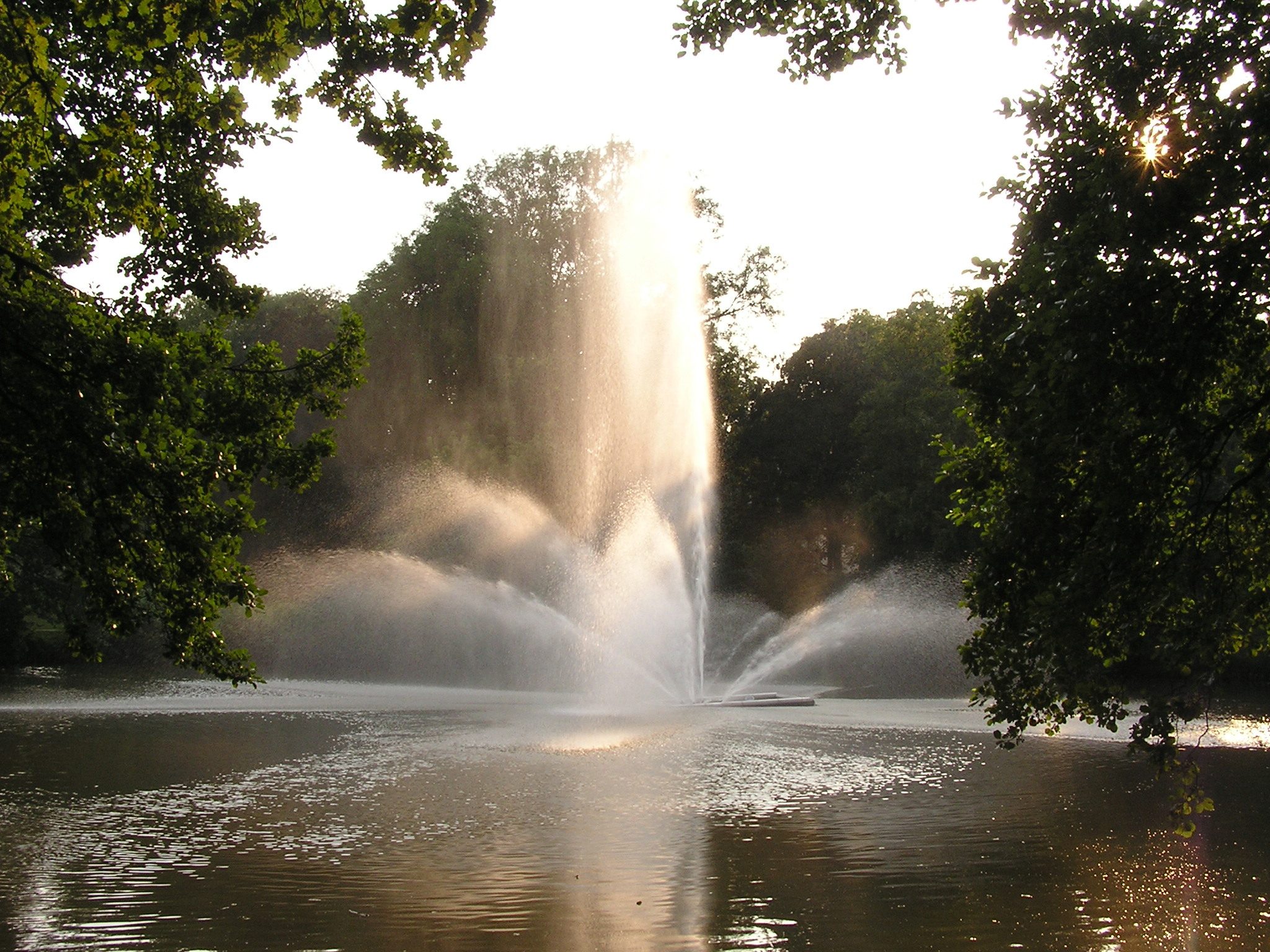
Die Fontäne im Kurparkweiher

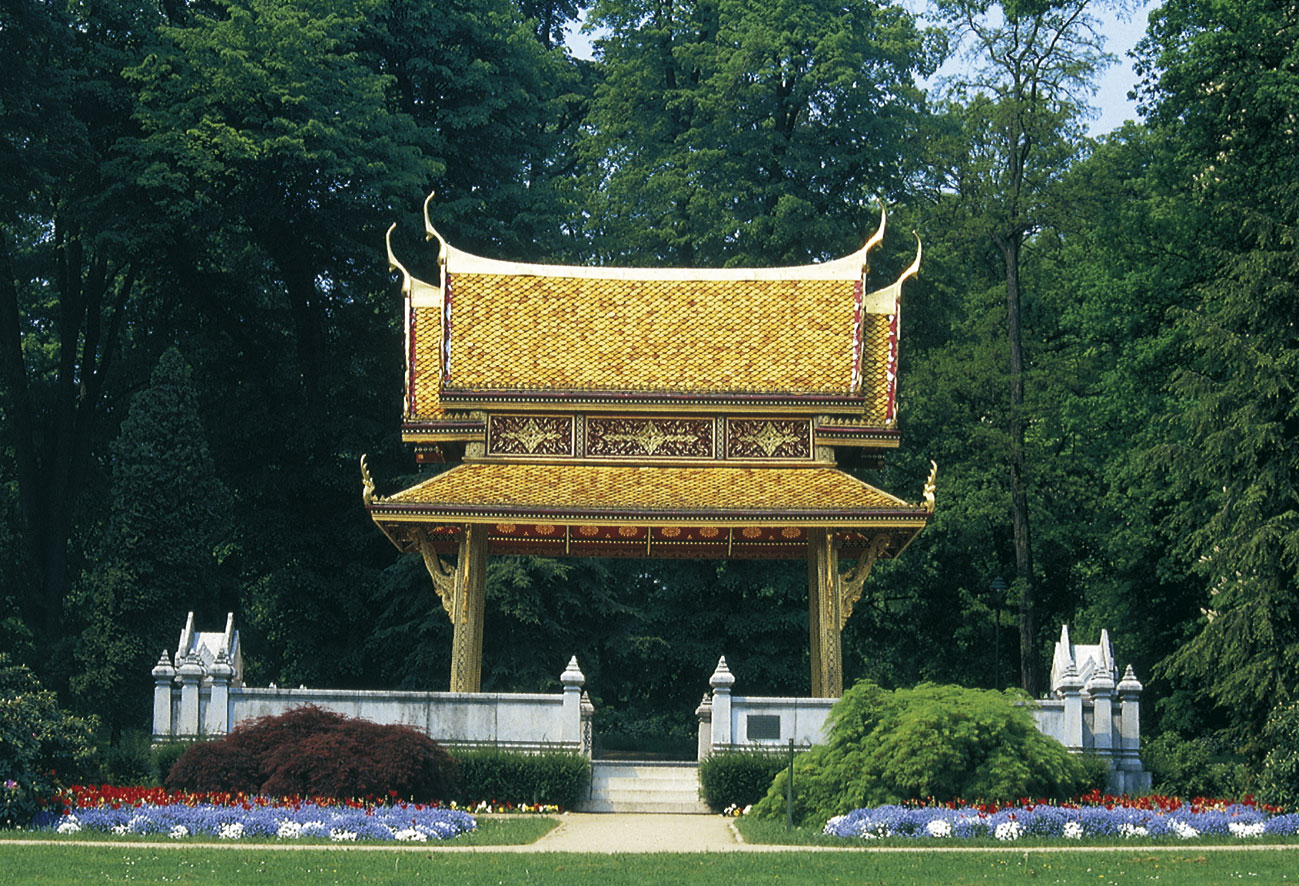
„Siamesischer Tempel“ (Sala-Thai I) im Kurpark

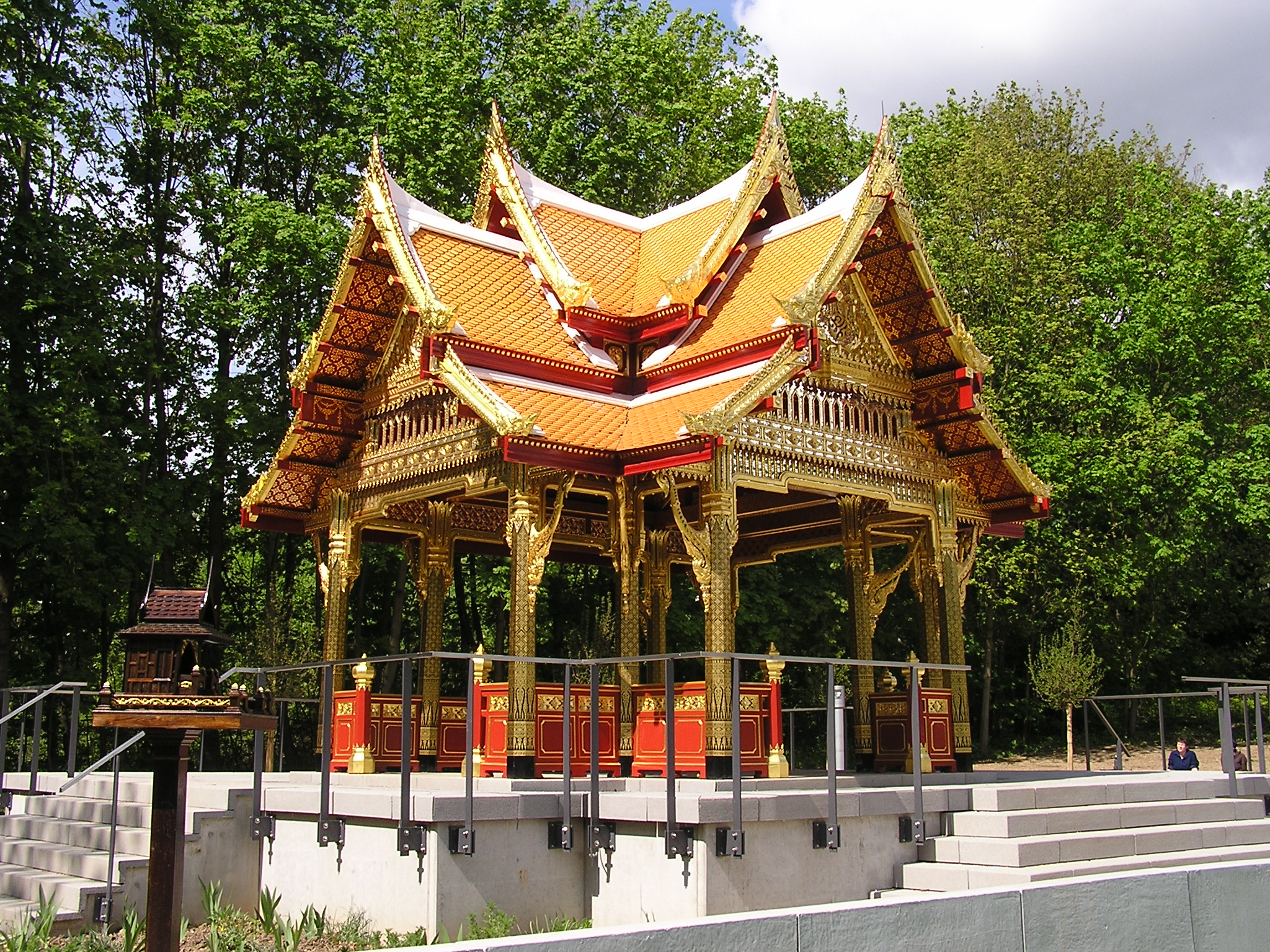
Die neue Sala-Thai II

Mit der Entdeckung des Ludwigsbrunnens im Jahre 1809, dem weitere Quellen folgten, begann der Aufstieg Homburgs vor der Höhe zum weltbekannten Kurort. Das erste Kursaalgebäude und die erste Spielbank in Homburg wurden 1841/1842 durch die Gebrüder François Blanc (1806–1877) und Louis Blanc (1806–1852) errichtet.
Zitat von François Blanc: „Das Haus Homburg war souverän aber hoch verschuldet. Es verfügte über ein kleines Städtchen, unter uns ein Drecknest, aber es lag in idyllischer Lage und es hatte Heilquellen. Also da sahen wir Entfaltungsmöglichkeiten.“
In ihrem Auftrag schuf der königlich preußische Gartenbaudirektor Peter Joseph Lenné 1856 den Bad Homburger Kurpark. An Größe und Schönheit sollte er möglichst alle Kuranlagen übertreffen. Diese Anlage ist die einzige seiner Schöpfungen, die unverändert erhalten geblieben ist. Im Laufe der Jahrzehnte ist Gartenbaumeister Lennés Gesamtkunstwerk, gehegt und gepflegt, tatsächlich zu einer der schönsten und größten Anlagen Deutschlands geworden.
Hier steht nicht nur der Prachtbau des Kaiser-Wilhelms-Bades und der neoklassizistische Elisabethenbrunnen, den Kaiser Wilhelm II. persönlich entwarf. Der älteste Tennis- (1876) und der älteste Golfplatz auf dem europäischen Kontinent haben hier ihre Heimstatt. 1899 wurde die Russische Kapelle geweiht.
Vom 28. August bis zum 22. September 1907 besuchte der thailändische König Rama V., auch bekannt als König Chulalongkorn, Bad Homburg. Die Stadt schenkte ihm das Einweihungsfest einer kurz zuvor erbohrten und nach ihm benannten Quelle. Als Dank dafür und für seine Genesung wiederum schenkte der König Bad Homburg eine Überdachung für die Quelle – trotz des nach Angaben aus seinem Reisetagebuch schlechten Essens und dem „kalten, rauen Wetter“. Das tempelartige, mit Blattgold belegte Gebäude wurde in Bangkok hergestellt und in Einzelteile zerlegt per Schiff nach Bad Homburg transportiert. Wegen Verlusten auf dem Weg und Transportschäden konnte die Sala-Thai erst am 22. Mai 1914 eingeweiht werden – ohne den König, der 1910 verstarb.
Um Lennés Richtlinien für die Parkgestaltung zu wahren, wurde die Sala auf Wunsch des Kaisers Wilhelm nicht an der Quelle, sondern an ihrer heutigen Position im nordwestlichen Teil des Kurparks in der Nähe des Paul-Ehrlich-Wegs errichtet. Schon zu dieser Zeit erhielt die Sala den Beinamen „Siamesischer Tempel“. König Bhumipol ließ das kleine, in der Nachkriegszeit unansehnlich gewordene Gebäude wiederherstellen.
2007 wurde südöstlich des Kaiser-Wilhelms-Bades in den Salzwiesen die Sala-Thai II errichtet. Ein Geschenk der thailändischen Regierung zum 100-jährigen Besuchsjubiläum Chulalongkorns. Die Einweihung war am 20. September 2007.

## Brunnen im Kurpark
| Bild | Name                              | Lage               | Anmerkung |
| ---- | --------------------------------- | ------------------ | --- |
|      | Elisabethenbrunnen                | 50.22625 8.62929   | Denkmalgeschützter Brunnen in Form eines Rundtempel und Marmorskulptur der griechischen Göttin Hygieia von 1918 des Bildhauers Hans Dammann. |
|      | Kaiserbrunnen                     | 50.228217 8.626383 | Diese den Römern schon bekannte Quelle wurde im Jahr 1841/42 neu erbohrt. Mehrere Neufassungen, zuletzt 1977. |
|      | Kaiserin-Auguste-Viktoria-Brunnen | 50.227186 8.628538 | Der Architekt Heinrich Jacobi entwarf 1910 einen runden Monopteros, bestehend aus acht Säulen, auf denen ein schuppiges Kupferdach ruht. Das an einen antiken Tempel, insbesondere das Lysikratesmonument, erinnernde Werk steht unter Denkmalschutz. |
|      | Landgrafenbrunnen                 | 50.227186 8.628538 | Die heutige Brunnenarchitektur wurde 1908 durch den Bildhauer Anton Lussmann in Formen des Jugendstils geschaffen. Die Reliefbüste des Landgrafen Friedrich II ist ein Werk von Ortud Krüger-Stohlmann. Der Brunnen steht unter Denkmalschutz. |
|      | Louisenbrunnen                    | 50.227205 8.628485 | Die früher „Schwefelquelle“ genannte Quelle war ab 1856/57 bei Herz- und Kreislauferkrankungen recht beliebt. Der unscheinbar kleine Brunnen ist nach Louise, der Ehefrau von Landgraf Gustav benannt. Im Bild findet er sich am linken Rand neben dem Landgrafenbrunnen. |
|      | Ludwigsbrunnen                    | 50.228996 8.626324 | 1809 von zwei spielenden Kindern wieder entdeckte Heilquelle, die schon den Römern bekannt war. Landgraf Friedrich V. Ludwig veranlasste die Einfassung und der Brunnen wurde nach ihm benannt. Der Brunnen steht unter Denkmalschutz. |
|      | Samariterbrunnen                  | 50.227373 8.623544 | Der Brunnen von 1915 steht unter Denkmalschutz. Es handelt sich um ein reines Gestaltungselement und keine Mineralquelle. |
|      | Solesprudel                       | 50.22771 8.624044  | Der Solesprudel wurde 1851 erstmals gefasst, 1962 wurde er erneuert. Das Wasser mit insgesamt 12.000 mg Natriumchlorid pro Liter stammt aus einer Tiefe von 300 Metern. |
|      | Stahlbrunnen                      | 50.227659 8.626311 | Der Stahlbrunnen war der erste Brunnen, den die Spielbankgesellschaft im Herbst 1841 erbohren ließ. Die erste Eisenfassung war aufgrund des hohen Eisengehalts des Wassers aber bereits nach fünf Jahren zerfressen und wurde durch einen gusseisernen Brunnen ersetzt. Auch dieser hielt nur zehn Jahre, genauso wie die folgende Kupferlösung. 1869 bis 1966 war der Brunnen in Holz gefasst, bevor er die heutige Form bekam. |